# Mehboba Ahdyar
Mehboba Ahdyar (* 1988 oder 1989) ist eine afghanische Leichtathletin. Ahdyar wollte im Sommer 2008 als einzige Frau für ihr Land bei den Olympischen Sommerspielen 2008 in Peking antreten und dort den Wettkampf über 1500 Meter bestreiten. Anfang Juli 2008 verschwand sie spurlos.

## Werdegang
Ahdyars Familie lebt in einem aus Lehmziegeln errichteten Haus in einem der ärmsten Stadtteile der afghanischen Hauptstadt Kabul. In ihrer Jugend bestritt sie einige Wettkämpfe in ihrer Heimat. Die Olympischen Sommerspiele 2008 werden der erste internationale Wettkampf sein. Ihre persönliche Bestleistung über 1500 Meter liegt derzeit bei etwa 4:50 Minuten, etwa eine Minute über dem aktuellen Weltrekord der Chinesin Qu Yunxia.
Zuletzt trainierte Ahdyar im Nationalstadion in Kabul und in Italien. Ihre Vorbereitungen auf die Olympischen Spiele waren nach Berichten der afghanischen Botschaft in den Vereinigten Staaten von Sticheleien und Gerüchten konservativ geprägter Nachbarn und sogar Morddrohungen durch Extremisten überschattet. Immer wieder wurde ihr ein „unislamischer Lebensstil“ vorgeworfen, obwohl sie stets verschleiert und mit hochgeschlossenen Trainingsanzug bei Wettkämpfen antrat. Sie kündigte an, während der Wettkämpfe in Peking als Symbol für die muslimischen Frauen ein Kopftuch tragen zu wollen.
Anfang Juli verschwand Ahdyar während eines Trainingslagers in Italien. Zunächst glaubte man, es handele sich um ein Kapitalverbrechen, dann berichteten mehrere Medien übereinstimmend, dass sie auf der Flucht vor den Taliban sei. Sie soll Asyl in Norwegen beantragt haben. Ob der Asylantrag angenommen oder abgelehnt wurde, ist unbekannt.